# Charles David Bullen-Smith
Charles David Bullen-Smith, britanski general, * 23. oktober 1898, † 1970.